# Flugplatz Kerlingarfjöll

i8
i11
i13
Der Flugplatz Kerlingarfjöll (ICAO-Code: BIKE) liegt im Süden von Island.
Er liegt im Hochland in der Gemeinde Bláskógabyggð neben dem Kerlingarfjallavegur .
Dieser zweigt nach Osten vom Kjalvegur  ab.
Im Sommer 1961 wurde das Sommerskigebiet in den Kerlingarfjöll eröffnet.
Kurze Zeit später wurde dafür dieser Flugplatz angelegt und war ab November 1965 bei der isländischen Flugverwaltung Isavia gelistet.
Er verfügte über zwei Start- und Landebahnen N/S, 365 × 40 m und E/W 650 × 40 m.
Der Flugplatz kann auch für Krankentransportflüge genutzt werden und ist noch immer bei Isavia gelistet.
Das Sommerskigebiet konnte nur bis zum Jahr 2000 genutzt werden.